# 羅斯科鎮區 (伊利諾伊州溫納貝戈縣)
羅斯科鎮區（英語：Roscoe Township）是位於美國伊利諾伊州溫納貝戈縣的一個行政鎮區。

## 地方資料
根據2010年美國人口普查的數據，羅斯科鎮區的面積為81.00平方千米，當中陸地面積為79.50平方千米，而水域面積為1.50平方千米。當地共有人口19225人，而人口密度為每平方千米237.35人。